# Nicolaea torris
Nicolaea torris is een vlinder uit de familie van de Lycaenidae. De wetenschappelijke naam van de soort werd als Thecla torris in 1907 gepubliceerd door Hamilton Herbert Druce.

## Synoniemen
- Strymon cryptogramus Johnson, Eisele & MacPherson, 1992
- Crimsinota giganta Johnson, 1993